# Шимон
Шимон (рум. Șimon) — село у повіті Брашов в Румунії. Входить до складу комуни Бран.
Село розташоване на відстані 131 км на північний захід від Бухареста, 26 км на південний захід від Брашова.

## Населення
За даними перепису населення 2002 року у селі проживали 1238 осіб, з них 1237 осіб (99,9%) румунів. Рідною мовою 1237 осіб (99,9%) назвали румунську.